# Libanese Burgeroorlog
De Libanese Burgeroorlog (Arabisch: الحرب الأهلية اللبنانية , Al-Ḥarb al-Ahliyyah al-Libnāniyyah) was een burgeroorlog in Libanon van 13 april 1975 tot 13 oktober 1990 die resulteerde in de dood van ongeveer 250.000 mensen. Ten gevolge van deze burgeroorlog sloegen bijna één miljoen mensen uit Libanon op de vlucht.
Voor de oorlog was Libanon een land waarin vele geloven samenleefden: de soennieten en christenen leefden voornamelijk in de kustplaatsen en de sjiieten zaten vooral in het zuiden en in de Bekavallei. Daarnaast leefden er ook druzen en christenen in de Libanese bergvlaktes. De regering indertijd stond onder grote invloed van de maronitische christenen. Religie en politiek waren sinds de tijd dat Libanon een mandaatgebied was van Frankrijk (die duurde vanaf 1920 tot 1943) sterk met elkaar verweven. De opbouw van het parlement bevoordeelde de christenen, die hierdoor meer te zeggen kregen dan andere landgenoten. Hiertegenover stond dat Libanon een steeds grotere groep moslims huisvestte en veel pan-Arabieren en mensen met een links gedachtegoed tegenhanger waren van de westers georiënteerde regering. De vestiging van de staat Israël en het feit dat honderdduizenden Palestijnse vluchtelingen naar Libanon kwamen tijdens de emigratiestromen van 1948 en 1976 droegen er aan bij dat de moslimgemeenschap de grootste geloofsgroep van Libanon werd. De Koude Oorlog had bovendien ook een sterke invloed op de breuk tussen geloofsgemeenschappen. De Koude Oorlog was sterk verbonden met de polarisatie in Libanon en de  politieke crisis van 1958, aangezien de maronieten het Westen goedgezind waren, terwijl de pan-Arabieren, aan de kant van Arabische landen, o.a. Egypte stonden die de Sovjet-Unie steunden.
Toch was het conflict niet geheel sektarisch van aard; in de burgeroorlog ontstonden talrijke allianties en tegenallianties, waarbij ook vaak mensen die dezelfde religie deelden of juist van ideologie verschilden de wapens tegen elkaar opnamen: "Arabische nationalisten die een bondgenootschap met Syrië vormden, vochten tegen Arabische nationalisten die een bondgenootschap met Irak hadden. Beschermers van de politieke status quo en supporters van de Palestijnse bevrijding vochten een oorlog uit, fascisten en socialisten voerden oorlog tegen elkaar, mensen die politieke sektarisme steunen of bestreden vochten tegen elkaar, kapitalisten en communisten vochten tegen elkaar. Christenen vochten tegen Christenen en Moslims vochten tegen Moslims voor redenen variërend van ideologie tot de winstmarges van afpersing en militie " taxatie" van gebieden onder hun controle." 
Gevechten tussen de maronieten en Palestijnse strijdkrachten (voornamelijk de PLO) begonnen in 1975, toen socialisten, pan-Arabieren en islamitische groepen in Libanon een alliantie sloten met de Palestijnen. Tijdens deze gevechten waren de bondgenootschappen onvoorspelbaar veranderlijk. Bovendien kwamen andere landen, zoals Israël en Syrië ook in de burgeroorlog terecht en vochten ieder mee met de vechtende groep die zij goedgezind waren.
In 1989 werd het Vredesakkoord van Taif getekend en dit werd officieel het begin van het einde der gevechten. In januari 1989 begon een commissie, aangesteld door de Arabische Liga, oplossingen voor het conflict te formuleren. In maart 1991 werd de amnestiewet aangenomen; dit hield in dat ieder die politieke misdaden begaan had tijdens de burgeroorlog niet strafrechtelijk vervolgd zou worden. In mei 1991 werden alle groepen ontwapend, op Hezbollah na. Na de oorlog hielden de spanningen tussen de soennieten en de sjiieten aan.

## Achtergronden
Globaal kan worden gesteld dat onder de moslimbevolking van Libanon in de beginjaren 70 van de 20e eeuw een groeiende onrust ontstond. Bij de onafhankelijkheid van Libanon in 1943 werd namelijk bepaald dat de christenen de helft van de parlementszetels zouden krijgen, alsmede belangrijke posities mochten innemen, zoals het presidentschap en het opperbevelhebberschap van het Libanese leger. De zetelverdeling en verdeling van machten was gebaseerd op de laatste volkstelling uit 1932, toen de christelijke bevolking (zelf absoluut ook geen homogeen blok) uit 55% van de bevolking bestond. Gemakshalve werd hierbij geen rekening gehouden met het feit dat dit percentage gedurende het dekolonisatieproces sterk aan het afnemen was. Er gingen steeds meer stemmen op om het politieke stelsel te herzien, iets waar de christelijke minderheid weinig voor voelde.
Als bijkomende oorzaak kan tevens de destabiliserende factor van de PLO worden genoemd. De PLO vluchtte sinds de Zwarte September van 1970 uit Jordanië en vond met name in Libanon onderdak. Vanuit Zuid-Libanon begon de PLO met aanvallen op het noorden van Israël. De aanwezigheid van de PLO zorgde hierdoor voor een constante dreiging van vergeldingsacties door het Israëlische leger.

## Chronologisch verloop van de oorlog
| 13 april 1975         | Gevechten tussen de PLO en de falangistische partij Kataeb verspreidden zich in delen van Beiroet, voornamelijk in de binnenstad, die geheel verwoest werd en het ontstaan van de zogenaamde 'groene lijn', die Beiroet in twee delen splitste; het westelijke islamitische deel en het oostelijke christelijke deel. Aan beide zijden werden veel milities gevormd en honderden burgers werden vermoord of gegijzeld. De regering raakt verdeeld en het leger splitst zich op in meerdere delen. De milities nemen veel taken van de staat over. |
| januari 1976          | Het bloedbad van Karantina en het bloedbad van Damour vinden plaats. |
| mei 1976              | Elias Sarkis wordt gekozen tot president. |
| de zomer van 1976     | Het bloedbad van Tel al-Zaatar vindt plaats. Het Syrische leger intervenieert voor de eerste keer. |
| oktober 1976          | De Arabische Liga werkt met succes samen om een wapenstilstand te bereiken tussen de strijdende partijen. |
| februari-maart 1978   | De honderddaagse oorlog begint en de wapenstilstand eindigt. De VN zendt hierop troepen naar Libanon. Ondertussen worden de strijdende partijen (de christenen en de moslims) ieder gesteund door buitenlandse machten. |
| februari 1979         | De Iraanse Revolutie vindt plaats, die de sjiitische bewegingen in Libanon aanmoedigt te radicaliseren. |
| juli 1980             | Bashir Gemayel, leider van de Kataebpartij, verenigt de strijdkrachten van alle christelijke milities. Hij richt een nieuwe politieke partij op, de Libanese Strijdkrachten. |
| de zomer van 1982     | Zowel de invasie van Israël in Libanon als het beleg van Beiroet vindt plaats. Bashir Gemayel wordt op 23 augustus tot president gekozen en 14 september vermoord, 2 dagen later gevolgd door de bloedbaden in Sabra en Shatila. De Israëliërs trekken zich uiteindelijk terug. Amin Gemayel wordt tot president gekozen. |
| april 1983            | De aanslag op de Amerikaanse ambassade in Beiroet vindt plaats. |
| zomer 1983            | De Bergoorlog begint. |
| oktober 1983          | De aanslag op de internationale vredesmacht in Beiroet vindt plaats. |
| februari 1984         | Het Libanese leger wordt verdreven uit West-Beiroet. Het had na de terugtrekking van Israël in heel Beiroet de macht overgenomen. Het leger werd beschuldigd van partijdigheid ten opzichte van de Libanese krachten en massale arresten. Amal en de Druzische Progressieve Socialistische Partij nemen de macht over in West-Beiroet. Multinationals trekken zich terug uit Libanon. |
| februari 1985         | De Israëliërs trekken zich terug uit Sidon, maar blijven aanwezig in het zuiden. Het gewapend verzet tegen de Israëliërs wordt heviger, voornamelijk door Hezbollah. De oorlog van de kampen vindt plaats. |
| oktober 1985          | Een poging tot moord wordt gepleegd op de leider van Hezbollah, Mohammad Hussein Fadlallah. |
| juni-december 1987    | Rashid Karami wordt vermoord op 1 juni 1987. De eerste Intifada vindt plaats en in Libanon groeit de woede tegen Israël. Honderden Libanezen en Palestijnen worden gevangen gehouden door Israël. |
| september 1988        | Amir Gemayels presidentiële termijn loopt af en hij benoemt de bevelhebber van het leger, generaal Michel Aoun, tot minister-president. |
| 14 maart 1989         | Generaal Aoun verklaart de oorlog aan de Syrische aanwezigheid in Libanon. Na zeven maanden van beschietingen wordt er een wapenstilstand bereikt door bemiddeling van de Arabische Liga. |
| oktober-november 1989 | Het vredesakkoord van Taif wordt gesloten. René Moawad wordt tot president gekozen en wordt zeventien dagen daarna vermoord. Vervolgens wordt Elias Hrawi gekozen. Generaal Aoun maakt bekend dit presidentschap niet te erkennen. |
| 30 januari 1990       | Hevige gevechten beginnen tussen het Libanese leger, dat nog steeds onder Generaal Aouns leiding staat, en de Libanese Strijdkrachten. Daarnaast vinden er gevechten plaats tussen Amal en Hezbollah en wordt het verzet tegen de Israëlische bezetting voortgezet. Ook blijft Israël al het verzet vergelden. |
| 13 oktober 1990       | Generaal Aoun wordt gedwongen om het presidentiële paleis te verlaten en gaat in ballingschap. Het bloedbad van 13 oktober vindt plaats. Selim Ahmed al-Hoss claimt de macht in Libanon, op het door Israël bezette gebied na. De gewapende strijdkrachten worden verenigd onder een centrale leiding. |
| 24 december 1990      | Een nationale verzoening wordt afgekondigd onder het leiderschap van Omar Karami. Het Vredesakkoord van Taif wordt voor het eerst echt in de praktijk gebracht. |
| 26 augustus 1991      | Het parlement neemt een amnestiewet aan. |
| zomer van 1992        | De eerste parlementsverkiezingen in twintig jaar vinden plaats. |

## Escalatie
Algemeen wordt 13 april 1975 als het begin gezien van de Libanese burgeroorlog, die zou duren tot 1990. Op de morgen van die dag werd een aanslag gepleegd op de leider van de falangisten, een christelijke beweging onder leiding van Pierre Gemayel, waarbij vier mensen omkwamen. De falangisten vermoedden dat Palestijnse fracties achter deze aanslag zaten en vielen in reactie hierop een bus met Palestijnen aan waarbij 26 mensen omkwamen. De volgende dag braken er verscheidene gevechten uit tussen Palestijnse en falangistische milities. Het Libanese leger kwam voor de moeilijke keuze te staan: dient het Palestijnse geweld te worden aangepakt of moeten juist de falangisten worden ingetoomd? Welke beslissing men ook zou nemen, het zou verdeeldheid hebben gezaaid in het leger wegens de sterk toegenomen animositeit tussen moslims en christenen.
Ook in politiek opzicht braken er roerige tijden aan. De toenmalige premier Rashid el Solh en zijn gehele kabinet trad af en werd opgevolgd door Rashid Karami. De president, de pro-Syrische christen Suleiman Franjieh, bleef wel aan en wilde zich herkiesbaar stellen, ondanks vele oproepen om af te treden.
In de daaropvolgende maanden breidden de gevechten zich uit naar andere regio’s van het land en werden meerdere milities bij de strijd betrokken. Ruwweg ontstonden twee groeperingen: het Libanese Front, gericht op handhaving van de status quo, en de Libanese Nationale Beweging, gericht op het moderniseren van de politieke machtsverhoudingen. Het Libanese Front bestond met name uit christelijke facties, terwijl de Libanese Nationale Beweging werd gevormd door Palestijnse milities, aangevuld met de Druzen van Kamal Jumblatt.
Tegen het einde van 1975 had geen van de partijen een overwicht bereikt en talloze staakt-het-vurens werden telkens verbroken. Syrië begon zich te roeren als vredestichter aan het begin van 1976, toen bleek dat de schermutselingen van april 1975 een langdurige en bloedige wending hadden genomen.

### Inmenging door PLO

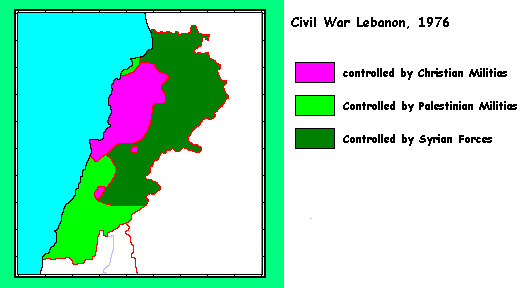
De situatie in 1976

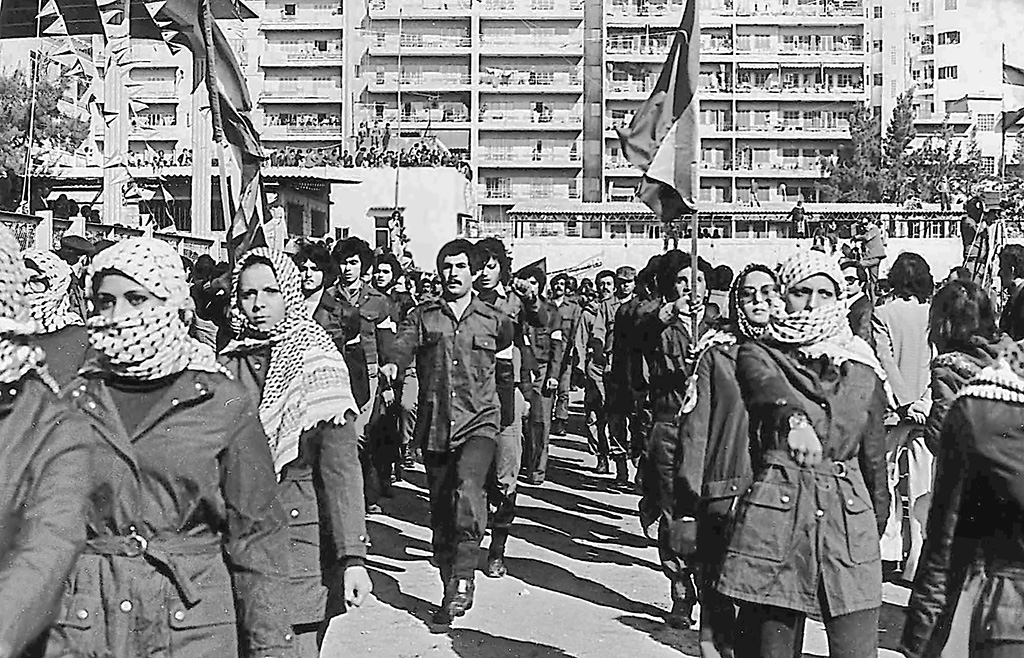
Fatah-strijders in Beiroet, 1979

In januari 1976 werd onder Syrische invloed een nieuw staakt-het-vuren bedongen, maar een complicerende factor was een verhevigde uitbraak van gewelddadigheden tussen het Libanese Front en de Libanese Nationale beweging. De eerste viel een Palestijns vluchtelingenkamp in Oost-Beiroet aan, Tell Zatar. Dit kamp lag als een moslimenclave in het overwegende christelijke Oost-Beiroet en was een doorn in het oog van de christenen. Tevens werd een andere moslimwijk in Oost-Beiroet, Karantina, met de grond gelijk gemaakt waarbij vele doden vielen, onder wie talloze onschuldige burgers.
Deze aanslagen leidden ertoe dat de militaire tak van de PLO, die zich tot dan toe afzijdig had gehouden, zich met de strijd ging bemoeien. In reactie op de aanslagen door de christelijke milities, viel de PLO de christelijke stad Damour aan, waarbij vele burgers werden vermoord en de overlevenden werden verdreven.
Door deze ontwikkelingen liet het staakt-het-vuren een maand op zich wachten, maar in februari 1976 was Syrië toch in staat een bestand af te kondigen. Een maand later werd dit bestand alweer verbroken door het opbreken van het Libanese leger, wat tot dan toe neutraal was gebleven. De luitenant Ahmad Khatib, een moslim, pleegde muiterij en stelde met medestanders een eigen leger samen, het Libanees-Arabische leger. Dit leger trok vervolgens ten strijde tegen de christenen en met succes want ze verdreven de president, Franjieh, uit de presidentiële woning, wat zonder politieke consequenties bleef, want Franjieh bleef aan de macht, zij het op een andere locatie.
De termijn van Franjieh liep af in september 1976 en als opvolger werd Elias Sarkis aangewezen, een pro-Syrische president. Hij ontmoette veel tegenstand met zijn kandidatuur, met name van de kant van Jumblatt, de druzenleider die inmenging door Syrië via Sarkis onacceptabel noemde. Jumblatt intensiveerde zijn aanvallen op christelijke dorpen om zodoende druk uit te oefenen op de regering.
De splitsing van het leger, de kandidatuur van Sarkis en de groeiende verdeeldheid tussen moslims en christenen zou, indien de rust niet snel werd hersteld, verstrekkende consequenties kunnen hebben, zo was de algemene opvatting. Men dacht dat indien de moslims zouden winnen Libanon wellicht werd omgevormd tot een islamitische natie, terwijl de christenen dan uit zouden zijn op het vestigen van een afzonderlijke christelijke staat in het Libanon-gebergte.

### Inmenging door Syrië
Beide opties waren onverteerbaar voor Syrië, dat in mei 1976 besloot om militair in te grijpen en zodoende de rust te herstellen. De Syrische troepen traden met name hard op tegen de moslimmilities en hadden eind juli vrijwel alle milities in bedwang.
Door zo overduidelijk partij te kiezen voor de christenen en tegen de moslims verloor Syrië veel sympathie bij de andere moslimlanden in het Midden-Oosten. Om hieraan tegemoet te komen, zette Syrië de aanval op de moslimmilities niet volledig door, volgens het principe "geen winnaars, geen verliezers".
Tevens organiseerde Syrië in oktober 1976 een vredesconferentie in Riyad, Saoedi-Arabië. Tijdens deze conferentie en de daarop volgende Arabische Liga-top in Caïro werd besloten tot het instellen van de Arab Deterrent Force, de ADF. Dit leger stond officieel onder bevel van president Sarkis en bestond voor het grootste deel uit Syrische soldaten die met 27.000 personen de meerderheid uitmaakten van het 30.000 tellende leger. De ADF bracht de beloofde rust en gedurende enkele maanden leek het erop dat de Libanese burgeroorlog ten einde was.
President Sarkis stelde in december 1976 Salim al Hoss aan als premier, met als opdracht een technocratisch kabinet samen te stellen. Voornaamste taken waren het het gezag van het leger te herstellen en, conform het Caïro-akkoord, het zuiden van Libanon onder zijn invloed te brengen.

### Inmenging door Israël

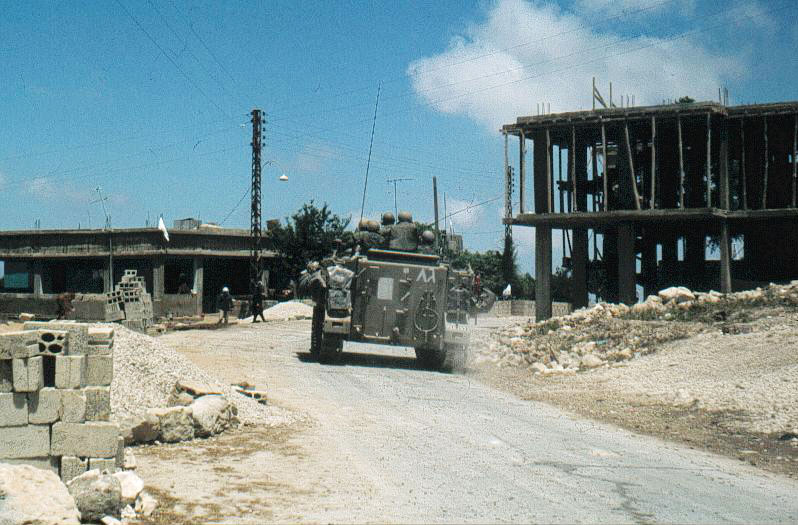
Israëlische troepen in Zuid-Libanon, juni 1982

De PLO, onder druk van de ADF om haar zware wapens in te leveren, nam haar toevlucht tot het zuiden van Libanon. Het zuiden van Libanon werd door de militie 'Zuid-Libanese Leger' van de Libische deserteur Saad Haddad gedomineerd. Israël had behoefte aan het beschermen van het noorden van Israël tegen aanvallen van de PLO en startte het initiatief Good Fence. Hier werd invulling aan gegeven door het steunen van Libanese christelijke groeperingen, zoals het Zuid-Libanese Leger van Haddad. Haddad opende een offensief tegen de Palestijnse milities en werd hierbij militair en financieel gesteund door Israël. Deze operatie Vrij Libanon veroorzaakte een massale vlucht van met name sjiitische burgers naar noordelijk Libanon.
De escalatie van de burgeroorlog tot een regionaal conflict bleef in de eerste jaren beperkt tot de grensgebieden tussen buurlanden. In juli en augustus 1977 werd een conferentie belegd tussen Libanon en Syrië om de positie van de PLO in Libanon te bespreken. Feitelijk was deze conferentie bedoeld om de Conferentie van Caïro in 1976 te verduidelijken. Tijdens de conferentie in Chtoura werd besloten om in lijn met de wens van Syrië een veiligheidsbuffer van 15 kilometer in te stellen. Hiermee werd geprobeerd ervoor te zorgen dat PLO bij de Libanees-Israëlische grens wegbleef, omdat Syrië niet zat te wachten op een hernieuwde confrontatie met Israël.
Uitvoering van dit verdrag was lastig omdat het Libanese leger op zijn beurt niet de confrontatie met de PLO wilde aangaan. De PLO bleek niet vrijwillig te willen vertrekken. Het zuiden bood immers een bescherming tegen de Syrische troepen. Het Libanese leger bleek op deze manier de PLO niet daadwerkelijk uit het zuiden weg te kunnen krijgen.
In het voorjaar van 1978 drong het Israëlische leger het zuiden van Libanon binnen voor een aanval op de PLO-milities, Operatie Litani, in reactie op een PLO-aanval op de Israëlische kustplaats Tel Aviv. Hierbij werden opzettelijk ook bewoonde gebieden door de Israëlische krijgsmacht gebombardeerd.
Onder druk van de Verenigde Naties trok Israël zich na drie maanden weer terug. De VN vredesmacht UNIFIL nam de posities in het zuiden over en kreeg als taak de grens te bewaken. Ook de militie van Haddad keerde terug in het zuiden van Libanon en zijn milities raakten soms in zware vuurgevechten verwikkeld met UNIFIL, zoals met Nederlandse soldaten, waarvan enkelen ook een tijdlang gegijzeld werden uit wraak voor de dood van een militielid, maar na betaling van losgeld weer werden vrijgelaten.

## Wrijving tussen Libanon en Syrië
De Libanese president Sarkis was in de begindagen van zijn presidentschap sterk gericht op nauwe samenwerking met Syrië. De Syriërs brachten immers via de ADF rust en herstelden de machtsbalans ten gunste van de christenen. Mede als gevolg van de vredesbesprekingen tussen Egypte en Israël stelde Syrië zich steeds meer pro-Palestijns op. Daar kwam bij dat de ADF geen volledige controle in Libanon kon uitoefenen, tenzij het alle milities zou ontwapenen, een onmogelijke opgave. De ADF, die voornamelijk werd gefinancierd door Syrië, drukte steeds zwaarder op de begroting van dat land, terwijl zijn invloed aan het afnemen was.

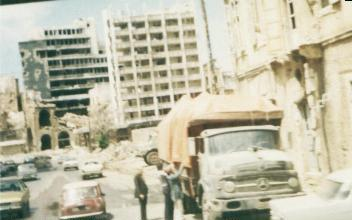
Beiroet in april 1978

In februari 1978 kwam het tot een confrontatie tussen het Libanese leger en de ADF in Oost-Beiroet, gevolgd door zware ADF-bombardementen op christelijke stadsdelen. President Sarkis trad af als protest tegen deze aantasting van de Libanese soevereiniteit, maar kwam later terug op zijn besluit. De ADF staakte zijn bombardementen in oktober 1978, als gevolg van VN-resolutie 436 die Syrië opriep de gevechten te staken.
In Libanon gingen steeds meer stemmen op om het ADF-leger te verzoeken uit Libanon te vertrekken, maar Sarkis zegde in mei 1979 met de Syrische president Assad toe dat de ADF in Libanon kon blijven zolang het Arabische belang dat rechtvaardigde.

## Libanese verdeeldheid
Het eenheidskabinet dat de premier Hoss was gevraagd op te zetten, kwam feitelijk niet van de grond en na een periode van twee jaar van moeizaam proberen, werd Shafiq Al Wazzan in oktober 1980 aangesteld als premier. Hij ondervond zo mogelijk nog meer problemen, onder meer doordat hem de steun ontbrak van de meerderheid van de parlementsleden.
Daarnaast raakte men onderling verdeeld in 1980. Gevechten braken uit tussen sjiitische moslims, georganiseerd in de militie Amal en de PLO-strijdkrachten, die waren gevormd uit soennitische moslims. Ook de christenen raakten slaags. Zo behaalde de Falangistenmilitie van Bashir Gemayel een klinkende overwinning op de Tijgermilitie van de Nationale Liberale Partij onder leiding van Camille Chamoun.
Gedurende 1981 nam de verdeeldheid en de onveiligheid alleen maar toe. In september 1981 maakte Libanon kennis met een nieuw fenomeen: een aanhoudende stroom van autobommen en ontvoeringen. In combinatie met soms felle gevechten tussen moslims en christenen, alsmede tussen moslims onderling en christenen onderling, bracht dit met name moslims tot het besef dat de ADF niet machtig genoeg was om daadwerkelijk vrede te brengen. Dit creëerde een hernieuwde oproep aan het onmachtige Libanese leger om de partijen te scheiden.
Bashir Gemayel, die sterk aan macht had gewonnen nadat hij de militie van opponent Chamoun had verslagen, was een belangrijke kandidaat tijdens de presidentsverkiezingen van 1982. Zijn broer Amin Gemayel genoot de voorkeur van Syrië en de PLO wegens Bashirs banden met Israël.
Een aanhoudende bron van conflicten waren tevens de gevechten tussen de PLO en het Israëlische leger aan de grens, waaronder vele raketaanvallen op Noord-Israël. Op initiatief van de Amerikaanse onderhandelaar Philip Habib werd op 24 juli 1981 een bestandsakkoord gesloten tussen beide partijen. Dit bestand hield tien maanden goed stand, maar een moordaanslag op de Israëlische ambassadeur in Londen, Shlomo Argov, door de niet aan de PLO gelieerde groep rond Aboe Nidal werd door de Israëlische regering aangegrepen het te verbreken.

## Invasie door Israël
Israël viel opnieuw Libanon binnen op 6 juni 1982 tijdens de Israëlisch-Libanese Oorlog van 1982. Binnen twee dagen was de hoofdstad Beiroet bereikt en werd gedurende drie maanden het hoofdkwartier van de Palestijnen aldaar belegerd. Habib was ten slotte in staat om een bestand te organiseren, met als belangrijkste consequentie het vertrek van de PLO uit Libanon onder het toeziend oog van een tijdelijke internationale monitoringsgroep, bestaande uit de Verenigde Staten, Frankrijk en Italië. Op 10 september was het vertrek compleet en verlieten de internationale troepen Beiroet. In eerste instantie zagen veel Libanezen Israël als een handige bondgenoot tegen politieke rivalen, dan wel als een bevrijder. Israëlische soldaten werden op verscheidene plekken begroet met liederen en het gooien van rijst. Geïnterviewde overlevenden van de PLO-terreur zeiden blij te zijn met Israëls komst.
Ondanks de Israëlische invasie ging het politieke leven door, en in augustus werd Bashir Gemayel gekozen tot opvolger van Elias Sarkis als president. Op 14 september, ruim een week voor zijn installatie, werd Bashir Gemayel vermoord. Een dag later trokken Israëlische troepen West-Beiroet binnen en met Israëlische goedkeuring vielen christelijke milities onder het commando van Elie Hobeika twee Palestijnse vluchtelingenkampen in West-Beiroet aan: Sabra en Shatila. Wat volgde was een orgie van geweld die drie dagen zou duren en waarbij naar schatting ongeveer 700 Palestijnen, voor de overweldigende meerderheid burgers, door de Falangisten werden vermoord.
Amin Gemayel volgde, in plaats van zijn vermoorde broer, Sarkis op als president van Libanon op 23 september 1982. Ter ondersteuning van zijn positie kwamen de internationale strijdmachten Amerika, Frankrijk en Italië terug in Libanon om mee te helpen de rust te bewaren, later (februari 1983) aangevuld met Britse strijdkrachten.
De belangrijkste doelstelling van Amin Gemayel was de beëindiging van de aanwezigheid van de buitenlandse strijdkrachten van Israël en Syrië. Daartoe opende hij eind 1982 vredesbesprekingen met Israël, die werden gesponsord door Amerika. Dit mondde uit in een omstreden Vredesverdrag tussen Israël en Libanon op 17 mei 1983. Dit verdrag bepaalde onder meer de terugtrekking van Israëlische troepen uit Libanon.

## Het vertrek van Israël

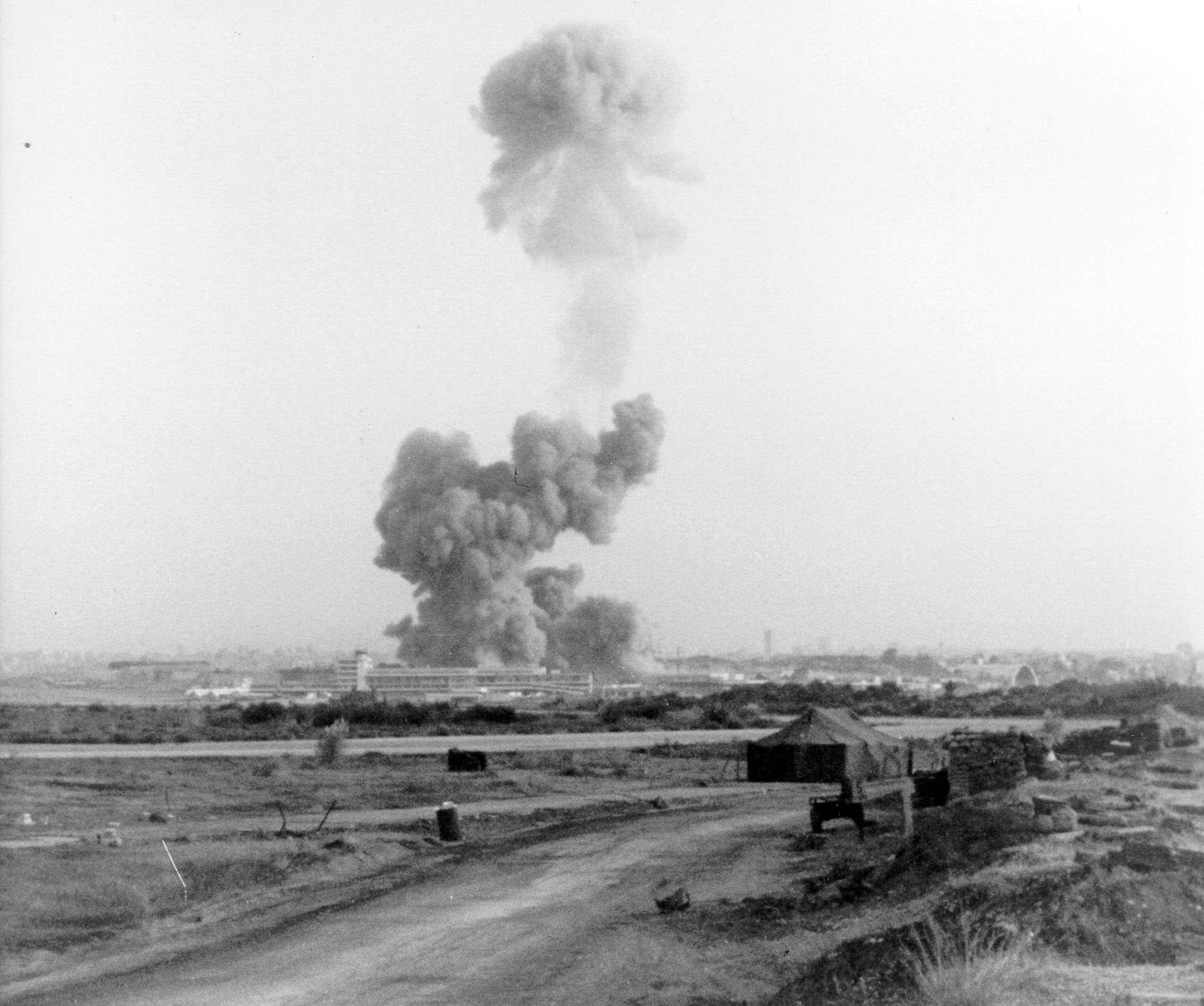
Aanslag op de kazerne van Amerikaanse mariniers op 23 oktober 1983

Het vertrek van Israël leidde tot hevige gevechten in het Shouf-gebergte tussen christelijke en Druzen-milities. Daarnaast inspireerde de steun die Amerika verleende aan het verdrag tot aanslagen op Amerikaanse soldaten die onderdeel uitmaakten van de monitoringsgroep (23 oktober 1983, 298 doden) en aanslagen op de Amerikaanse ambassade op 18 april 1983 en 20 september 1984.
Toen duidelijk werd dat de Amerikanen voornemens hadden om Libanon te verlaten na de aanslag op de Amerikaanse ambassade en een aanslag op Amerikaanse en Franse mariniers waarbij 299 mariniers van hen het leven verloren, nam de druk op de regering toe om het vredesverdrag met Israël op te zeggen. De regering kondigde dan ook op 5 maart 1984 aan dat het verdrag werd opgezegd.
Een nieuwe eenheidsregering werd gevormd door Rashid Karami in april 1984, zonder veel succes. De interne veiligheid was sterk afgenomen, het Libanese leger was vrijwel geheel uit elkaar gescheurd, mede door felle gevechten die plaatsvonden nadat het Israëlische leger zich had teruggetrokken uit Libanon. Met name in het Shouf-gebergte werd hevig gevochten tussen Druzen en christenen.
In 1985 braken opnieuw zware gevechten uit, ditmaal tussen Palestijnse milities en Amal, de militie van de sjiieten. Deze gevechten werden ook wel de “oorlog van de kampen” genoemd, aangezien de Palestijnse milities zich in de vluchtelingenkampen bevonden. Ondanks het vertrek van de PLO uit Beiroet in de zomer van 1982 hadden verscheidene Palestijnse facties zich (her)bewapend.
Eind 1985 begon Syrië met vredesonderhandelingen tussen de diverse partijen. Een belangrijke partij, de Forces Libanaises (LF, vert: Libanese Krachten), alsmede de president van Libanon Gemayel wezen het akkoord af.
Toen in januari 1986 het leiderschap van de LF werd overgenomen door de fanatieke Samir Geagea gaf Syrië instructies aan de pro-Syrische moslimkabinetsleden om niet meer mee te werken aan de regering. De moord op premier Rashid Karami op 1 juni 1987, alsook de sterke devaluatie van de Libanese munt, maakte dat Libanon verder wegzakte in een politiek en economisch moeras.
Salim Hoss volgde de vermoorde premier Rashid Karami op als waarnemend premier. Toen de termijn van Amin Gemayel afliep werd generaal Michel Aoun aangesteld als minister-president, wat in strijd was met het Nationaal Pact van 1943, waarin was bepaald dat de premier een soenniet dient te zijn. Dit had tot gevolg dat de Libanese regering nu feitelijk was gesplitst in een christelijk kabinet in Oost-Beiroet onder leiding van Aoun en een moslimkabinet in West-Beiroet onder leiding van Hoss.
Aoun bond de strijd aan met zowel christelijke als moslimmilities, die belangrijke havens in hun bezit hadden en derhalve de import van wapens en dergelijke beheersten. Dit leidde tot hevige gevechten en bombardementen op Beiroet en in het Shouf-gebergte.

## Het einde in zicht
Op 4 november 1989 ratificeerde het Libanese parlement het Vredesakkoord van Taif, dat een nationale verzoening in zou moeten leiden en onder meer door bemiddeling van Saoedi-Arabië tot stand kwam. Tevens werd René Mouawad op 5 november benoemd tot president. President Aoun accepteerde zowel het Taifakkoord, als de benoeming van zijn opvolger niet.
De pas aangestelde president Mouawad kwam bij een aanslag op 22 november 1989 om het leven en werd opgevolgd door Elias Hrawi, die Salim Hoss benoemde tot premier.
Ondanks internationale erkenning van de regering van Hrawi weigerde Aoun loyaal te zijn aan Hrawi, die hem daarop uit zijn ambt van opperbevelhebber zette in december 1989. De (voormalige) generaal Aoun trok vervolgens ten strijde tegen de milities van de LF in januari 1990 en er ontstond een bloedige strijd tussen beide christelijke milities.
Het Libanese parlement nam in augustus 1990 diverse moties aan die gestalte gaven aan de praktische invulling van het Taifakkoord. Zo werd het aantal parlementszetels uitgebreid van 99 tot 108 en kregen moslims evenveel zetels als christenen.
In oktober 1990 dwong een Syrisch offensief Michel Aoun tot overgave en hij zocht zijn toevlucht in de Franse ambassade. Hij verbleef daar bijna een jaar, waarna hij op 27 augustus 1991 politiek asiel kreeg in Frankrijk.
In december 1990 werd Omar Karami aangesteld als premier en volgde daarmee Hoss op. De Libanese staat werd weer machtiger en herstelde zijn gezag over Libanon. Zo werden de diverse milities ontbonden in mei 1991, met uitzondering van Hezbollah. Ook werden diverse haarden van Palestijns verzet aangepakt in Sidon in juli 1991 en in mei 1992 werden de laatste westerse gijzelaars vrijgelaten. Als einddatum wordt meestal de nederlaag van Michel Aoun gezien in 1990, alhoewel ook 1991 wordt genoemd vanwege de ontwapening van de milities.

## Het vertrek van Syrië
In 2005 vertrokken de Syrische troepen uit Libanon na massale demonstraties en grote internationale druk op Syrië, volgend op de moord op de voormalige Libanese premier Hariri. Veel Libanezen houden Syrië verantwoordelijk voor de dood van de ex-premier. Door de toenemende binnenlandse en internationale druk moest Damascus uiteindelijk overstag gaan.